# 빌리 드래고
빌리 드래고(Billy Drago, 1945년 11월 30일 ~ 2019년 6월 24일)는 미국의 배우이다.